# Robert Penn Warren
Robert Penn Warren (født 24. april 1905 i Guthrie, Kentucky, død 15. september 1989 i Stratton, Vermont) var en amerikansk forfatter, lyriker og litteraturkritiker. Han har modtaget tre Pulitzerpriser: i 1947 for romanen Alle kongens mænd (All the King's Men) og lyrikprisen i 1957 og 1979. Han er den eneste som har vundet Pulitzerprisen for både roman og lyrik.
Alle kongens mænd var løst baseret på politikeren Huey Pierce Long, som blandt andet var guvernør i Louisiana og senator. Bogen følger politikeren "Willie Stark" gennem journalisten "Jack Burden". Bogen blev filmatiseret i 1949, og vandt Oscar for bedste film. Bogen blev også filmatiseret i 2006.